# Гала Леон Гарсія
Гала Леон Гарсія (ісп. Gala León García; нар. 23 грудня 1973) — колишня професійна іспанська тенісистка.
Найвищу одиночну позицію рейтингу WTA — 27 місце досягнула 25 вересня 2000 року.
Завершила кар'єру 2004 року.

## Фінали турнірів WTA

### Одиночний розряд: 5 (1-4)
| Легенда: Before 2009        | Легенда: Starting in 2009 |
| --------------------------- | ------------------------- |
| Турніри Великого шолома (0) |                           |
| WTA Championships (0)       |                           |
| Tier I (0)                  | Premier Mandatory (0)     |
| Tier II (0)                 | Premier 5 (0)             |
| Tier III (1-2)              | Premier (0)               |
| Tier IV & V (0-2)           | International (0)         |

| Результат | Ранг | Дата           | Турнір                     | Покриття | Опонент                 | Рахунок       |
| --------- | ---- | -------------- | -------------------------- | -------- | ----------------------- | ------------- |
| Поразка   | 1.   | 6 липня 1998   | Maria Lankowitz, Австрія   | Ґрунт    | Патті Шнідер            | 2–6, 6–4, 3–6 |
| Перемога  | 2.   | 22 травня 2000 | Мастерс Мадрид, Іспанія    | Ґрунт    | Фабіола Сулуага         | 4–6, 6–2, 6–2 |
| Поразка   | 3.   | 17 липня 2000  | Orange Warsaw Open, Польща | Ґрунт    | Анке Губер              | 6–7(4–7), 3–6 |
| Поразка   | 4.   | 16 липня 2001  | Knokke-Heist, Бельгія      | Ґрунт    | Ірода Туляганова        | 2–6, 3–6      |
| Поразка   | 5.   | 23 липня 2001  | Orange Warsaw Open, Польща | Ґрунт    | Крістіна Торренс-Валеро | 2–6, 2–6      |

### Парний розряд: 2 (0-2)
| Легенда: Before 2009        | Легенда: Starting in 2009 |
| --------------------------- | ------------------------- |
| Турніри Великого шолома (0) |                           |
| WTA Championships (0)       |                           |
| Tier I (0)                  | Premier Mandatory (0)     |
| Tier II (0)                 | Premier 5 (0)             |
| Tier III (0-2)              | Premier (0)               |
| Tier IV & V (0)             | International (0)         |

| Результат | Ранг | Дата           | Турнір                     | Покриття | Партнер              | Опоненти                     | Рахунок  |
| --------- | ---- | -------------- | -------------------------- | -------- | -------------------- | ---------------------------- | -------- |
| Поразка   | 1.   | 12 липня 1999  | Orange Warsaw Open, Польща | Ґрунт    | Марія Санчес Лоренсо | Лаура Монтальво Паола Суарес | 4–6, 3–6 |
| Поразка   | 2.   | 11 травня 2000 | Мадрид, Іспанія            | Ґрунт    | Марія Санчес Лоренсо | Ліза Реймонд Ренне Стаббс    | 1–6, 3–6 |

## Фінали ITF

### Одиночний розряд (6–5)
| Легенда          |
| ---------------- |
| Турніри $100,000 |
| Турніри $75,000  |
| Турніри $50,000  |
| Турніри $25,000  |
| Турніри $10,000  |

| Результат | Ранг | Дата            | Турнір                 | Покриття | Опонент                 | Рахунок           |
| --------- | ---- | --------------- | ---------------------- | -------- | ----------------------- | ----------------- |
| Перемога  | 1.   | 8 лютого 1993   | Фару                   | Тверде   | Софія Празеріс          | 6-3 6-3           |
| Поразка   | 2.   | 15 березня 1993 | Сарагоса, Іспанія      | Ґрунт    | Chantal Reuter          | 3-6 6-4 3-6       |
| Перемога  | 3.   | 22 березня 1993 | Мадрид, Іспанія        | Тверде   | Ленка Немечкова         | 6-3 6-4           |
| Поразка   | 4.   | 28 березня 1994 | Аліканте, Іспанія      | Ґрунт    | Ї Цзін-Цянь             | 6-7(2) 7-6(7) 2-6 |
| Перемога  | 5.   | 22 травня 1995  | Барселона, Іспанія     | Тверде   | Vera Zhukovets          | 6-0 6-0           |
| Перемога  | 6.   | 10 липня 1995   | Віго, Іспанія          | Тверде   | Естефанія Боттіні       | 6-0 6-1           |
| Перемога  | 7.   | 17 липня 1995   | Гечо, Іспанія          | Ґрунт    | Хрістіна Пападакі       | 6-3 6-4           |
| Поразка   | 8.   | 13 травня 1996  | Афіни, Греція          | Ґрунт    | Крістіна Торренс-Валеро | 4-6 4-6           |
| Перемога  | 9.   | 9 червня 1997   | Будапешт, Угорщина     | Ґрунт    | Маріана Діас-Оліва      | 7-5 6-2           |
| Поразка   | 10.  | 11 серпня 1997  | Братислава, Словаччина | Ґрунт    | Генрієта Надьова        | 4-6 0-6           |
| Поразка   | 11.  | 8 вересня 2003  | Денен, Франція         | Ґрунт    | Анабель Медіна Гаррігес | 4-6 0-6           |

## Досягнення в одиночних змаганнях Великого шолома
| Турніри Великого Шлему                 |     |     |     |     |     |     |     |     |     |       |
| Відкритий чемпіонат Австралії з тенісу | A   | 1р  | 1р  | 1р  | 1р  | 1р  | 1р  | A   | 1р  | 0-7   |
| Відкритий чемпіонат Франції з тенісу   | 2р  | 1р  | 3р  | 2р  | 2р  | 1р  | 1р  | 2р  | 2р  | 11-9  |
| Вімблдонський турнір                   | 1р  | 3р  | 1р  | 1р  | 2р  | 1р  | 1р  | 1р  | 1р  | 3-9   |
| Відкритий чемпіонат США з тенісу       | 1р  | 2р  | 3р  | 2р  | 1р  | 2р  | 1р  | 1р  | A   | 5-8   |
| Перемоги-Поразки                       | 3-3 | 3-4 | 4-4 | 4-4 | 2-4 | 1-4 | 0-4 | 1-3 | 1-3 | 19-33 |